# Giorgia Bordignon
Giorgia Bordignon (Gallarate, 24 maggio 1987) è una sollevatrice italiana.
Ha rappresentato l'Italia ai Giochi olimpici estivi di Rio de Janeiro 2016 nella categoria fino a 63 chilogrammi, concludendo al 6º posto in classifica nella gara vinta dalla cinese Deng Wei. Nei Giochi olimpici estivi di Tokyo 2020, nella categoria fino a 64 chilogrammi, Bordignon è riuscita a vincere la medaglia d'argento, divenendo la prima atleta italiana nella storia delle Olimpiadi a conquistare un podio nel sollevamento pesi.

## Biografia
Grazie ad una buona posizione nel ranking, si è qualificata ai Giochi olimpici estivi di Tokyo 2020 dove ha conquistato la medaglia d'argento, stabilendo il primato nazionale con 104 kg allo strappo e 128 kg allo slancio.

## Palmarès
- Giochi olimpici

Tokyo 2020: argento nei 64 kg.
- Europei

Bucarest 2018: oro nello strappo 69 kg.
Batumi 2019: bronzo nello strappo 64 kg.
- Giochi del Mediterraneo

Tarragona 2018: argento nello strappo 69 kg.; argento nello slancio 69 kg.